# Amjad Abu Alala

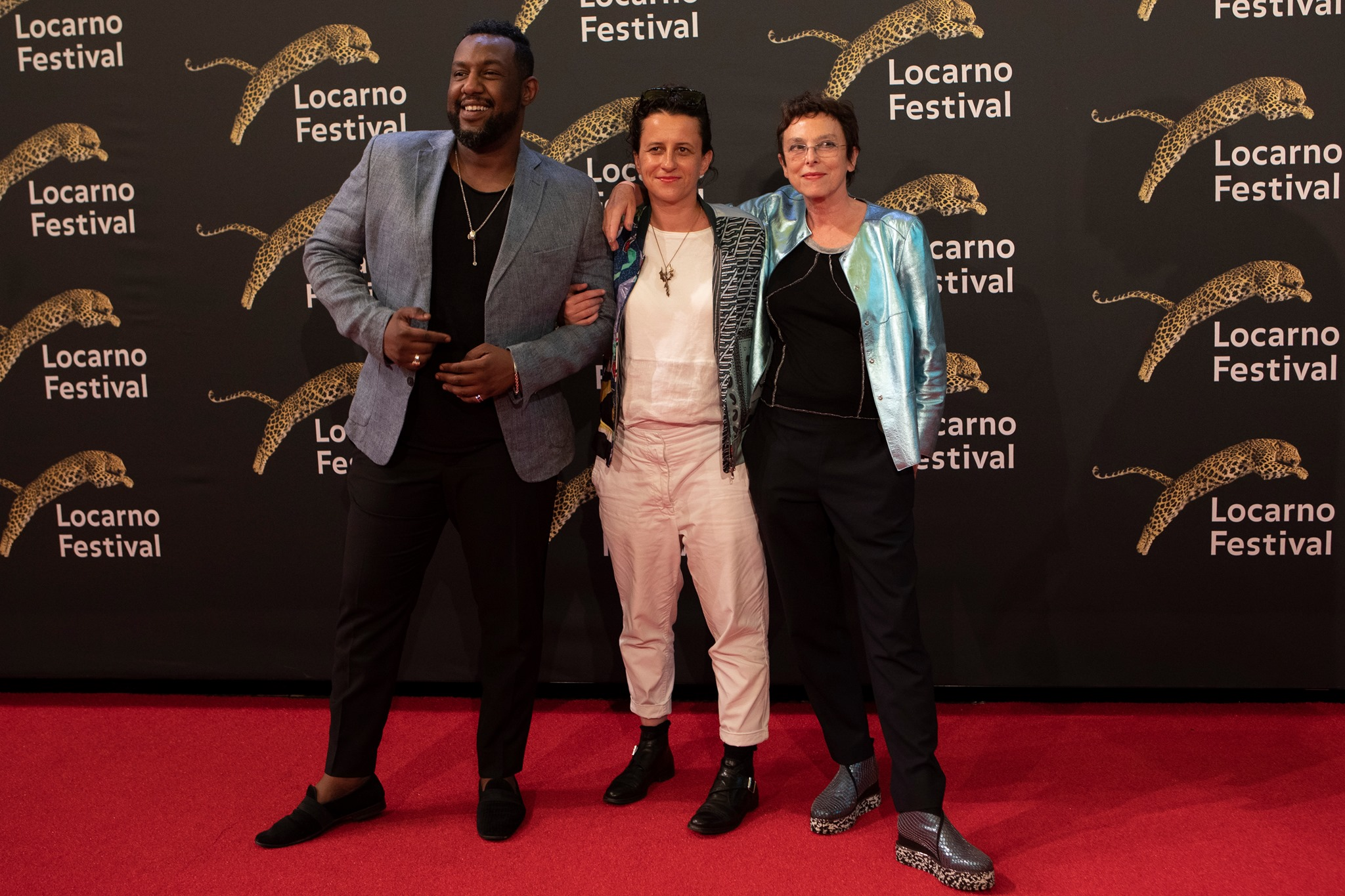
Amjad Abu Alala als Angehöriger des First Feature Jury Locarno Film Festival 2021

Amjad Abu Alala (arabisch أمجد أبو العلا, DMG Amǧad Abū l-ʿAlā; * in Dubai) ist ein sudanesischer Filmregisseur, Drehbuchautor sowie Filmproduzent aus den Vereinigten Arabischen Emiraten, der seit seinem Spielfilmdebüt Mit 20 wirst du sterben 2019 Filme und die Filmkultur im Sudan fördert, dem Land seiner Eltern.

## Leben und künstlerische Laufbahn
Amjad Abu Alala wurde in den Vereinigten Arabischen Emiraten geboren und wuchs in Dubai auf. Er studierte Medien- und Kommunikationswissenschaften an der Emirates University und realisierte im Anschluss Dokumentarfilme für mehrere arabische und westliche TV-Sender. Des Weiteren führte er bei vier Kurzfilmen Regie.
Später wurde Abu Alala im Sudan als Regisseur und Produzent aktiv. Seine Eltern stammen beide aus Wad Madani im Osten Sudans, und daher wollte er mit seinem ersten Spielfilm zu seinen Wurzeln zurückkehren. Auf seiner Suche nach einer Geschichte, mit der sich nicht nur das sudanesische Publikum, sondern Zuschauer auf der ganzen Welt identifizieren können, stieß er auf eine Kurzgeschichte des sudanesischen Schriftstellers Hammour Ziada aus dem Jahr 2014. Sein auf dieser basierendes Spielfilmdebüt Mit 20 wirst du sterben wurde im August 2019 bei den Internationalen Filmfestspielen von Venedig im Rahmen der Venice Days vorgestellt und prämiert. Im September 2019 wurde er beim Toronto Film Festival gezeigt.
Der Film wurde zur Zeit der sudanesischen Revolution gegen Umar al-Baschir gedreht, der aufgrund von Demonstrationen im April 2019 vom Militär gestürzt wurde, nachdem er das Land fast 30 Jahre lang regiert hatte. Dies stellte die gesamte Crew vor große Herausforderungen, nicht zuletzt, weil es in Sudan keine Filmindustrie gibt und sie mehrere Tonnen Ausrüstung einfliegen mussten, die sie für die Dreharbeiten benötigten. Die Postproduktion wurde von der Film- und Medienstiftung NRW gefördert.
Mit 20 wirst du sterben wurde als erster Beitrag aus dem Sudan für die Oscarverleihung 2021 in der Kategorie Bester Internationaler Film eingereicht, gelangte allerdings nur bis zur Vorauswahl als bester fremdsprachiger Film für die Golden Globe Awards 2021.
Für den ersten Spielfilm Goodbye Julia aus dem Jahr 2023 des sudanesischen Filmemachers Mohamed Kordofani wirkte Abu Alala als Co-Produzent. Dies war der erste Film aus dem Sudan, der jemals in der Sektion Un Certain Regard beim Cannes Film Festival gezeigt und prämiert wurde. Goodbye Julia wurde für die Kategorie des besten internationalen Films der Oscarverleihung 2024 nominiert, aber später nicht in die Shortlist aufgenommen.
Als Produzent gründete Abu Alala in Zusammenarbeit mit dem Doha Film Institute ein Kreativlabor, das fünf Kurzfilme produziert hat. Darüber hinaus war er an der Programmauswahl des Sudan Independent Film Festivals beteiligt. Bei dem Dokumentarfilm Captains of Za'atari fungierte er als Koproduzent.

## Filmografie
- 2004: Coffee and Oranges (Kurzfilm)
- 2005: Birds’ Feathers (Kurzfilm)
- 2009: Teena (Kurzfilm)
- 2012: Studio (Kurzfilm)
- 2019: Mit 20 wirst du sterben (You will die at twenty)

## Auszeichnungen
El Gouna Film Festival, Ägypten
- 2019: Auszeichnung mit dem Golden Star im Feature Narrative Competition (Mit 20 wirst du sterben)

Internationale Filmfestspiele von Venedig
- 2019: Auszeichnung als Bester Debütfilm (Mit 20 wirst du sterben)
- 2019: Nominierung für den FEDEORA Award der Venice Days (Mit 20 wirst du sterben)